# Wiktor Wassiljewitsch Butakow
Wiktor Wassiljewitsch Butakow (russisch Виктор Васильевич Бутаков; * 8. Februar 1928 in Baschenowo, Belojarski, Oblast Swerdlowsk; † 19. Juni 1977) war ein sowjetischer Biathlet.
Wiktor Butakow gewann bei den erstmals ausgetragenen Biathlon-Weltmeisterschaft im Jahr 1958 in Saalfelden hinter Adolf Wiklund und Olle Gunneriusson im einzigen Rennen, dem Einzel, die Bronzemedaille. In der inoffiziellen Mannschaftswertung wurde er mit Walentin Pschenizyn, Dmitri Sokolow und Alexander Gubin hinter den Schweden und vor Norwegen Zweiter.